# Calgary

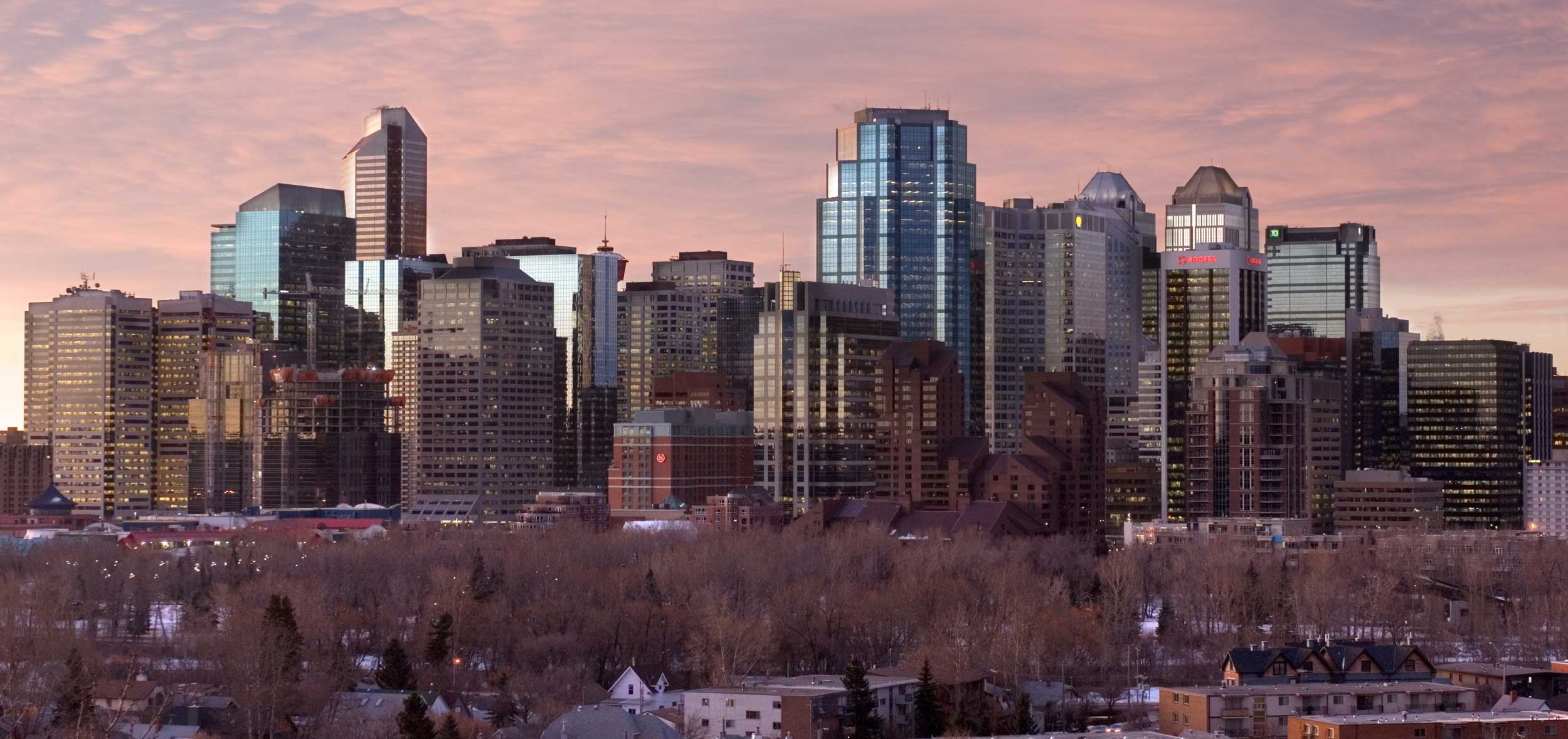
Centrum města

Calgary je s více než jedním milionem obyvatel (1,097 milionu obyvatel v aglomeraci v roce 2011) největší město kanadské prérijní provincie Alberta. Leží v jihozápadní části provincie v oblasti úrodné zemědělské půdy a prérií.
Calgary je díky okolním horským střediskům významným centrem zimních sportů a ekoturismu. V posledních desetiletích město zaznamenalo veliký rozmach, a to především kvůli těžbě a zpracování ropy. Dalšími významnými odvětvími jsou turistický ruch, zemědělství a průmysl zaměřený na moderní technologie. Město je dějištěm mnoha festivalů, z nichž nejvýznamnějším je Calgary Stampede.
V roce 1988 se zde konaly XV. zimní olympijské hry a Calgary se tak stalo druhým ze tří kanadských olympijských měst (v roce 1976 proběhly LOH v Montrèalu a v roce 2010 ZOH ve Vancouveru).

## Geografická charakteristika
Město se rozkládá na ploše 789,9 km², asi 80 km na východ od Skalistých hor a 300 km na jih od Edmontonu. Celá metropolitní oblast má rozlohu 5 083 km² a žije zde 1,162 milionu obyvatel. Původ jména Calgary (Cala-ghearraidh, pláž, pastviny) je skotský a dal by se přeložit jako „město na louce“.

## Sport
V roce 1988 se zde konaly XV. zimní olympijské hry.
Ve městě sídlí hokejový tým NHL Calgary Flames a tým kanadského fotbalu Calgary Stampeders.

## Osobnosti města
- Bret Hart (* 1957), wrestler
- Ted Cruz (* 1970), americký politik, od roku 2013 úřadující senátor Senátu USA za stát Texas
- Erica Durance (* 1978), herečka
- Owen Hargreaves (* 1981), fotbalista
- Elisha Cuthbertová (* 1982), herečka
- Cory Monteith (1982–2013), herec
- John Kucera (* 1984), sjezdový lyžař
- Melissa O'Neil (*1988), herečka, zpěvačka
- Taylor Hall (* 1991), profesionální kanadský hokejový útočník
- William Nylander (* 1996), švédsko-kanadský hokejový útočník
- Cale Makar (* 1998), kanadský hokejový obránce

## Partnerská města
- Džajpur, Indie, 1973
- Naucalpan de Juárez, Mexiko, 1994
- Phoenix, Arizona, USA, 1997
- Québec, Kanada, 1956
- Ta-čching, Čína, 1985
- Tedžon, Jižní Korea, 1996